# Araméer

Araméernas flagga. Symboliserar arameisk identitet, antagen 1982.

Araméerna (arameiska: 𐤀𐤓𐤌𐤉𐤀; klassisk grekiska: Ἀραμαῖοι) var en grupp folkstammar som talade ett semitiskt språk, arameiska, och som kom från Syriska öknen och invaderade Syrien och del av Mesopotamien på 1200-talet f.Kr. De bildade där större oberoende kungadömen och stater som krigade frekvent med närliggande riken. Bland annat så hade Arameiska stater erövrat stora delar av Babylon, men de fick också stå ut med förluster från större krig med det Nyassyriska riket. Idag finns det fortfarande Araméer som talar det arameiska språket,

## Historia

### Förhistorisk tid
Det tidigaste funna exemplet på termen "Aram" var i en akkadisk inskription från 2200-talet f.Kr. och syftade på ett område vid övre Eufrat. Det tidigaste exemplet där "Aram"  använts om en person var år 1700 f.Kr., även detta i akkadiska texter från Mari. Andra tidiga referenser som hänvisar till platsen "Aram" eller folkgruppen "araméer" har dykt upp på Maris arkiv (ca 1900 f.Kr.) och Ugarit (cirka 1300 f.Kr.). Aram nämns också i Gamla testamentet och i Koranen, som Aram av pelarna och hem för Ad-stammen som bebodde ökenområdet mellan Oman och Hadramawt i Alahqaf (الأحقاف) regionen (Rub' al Khali).

### Gammalarameisk tid

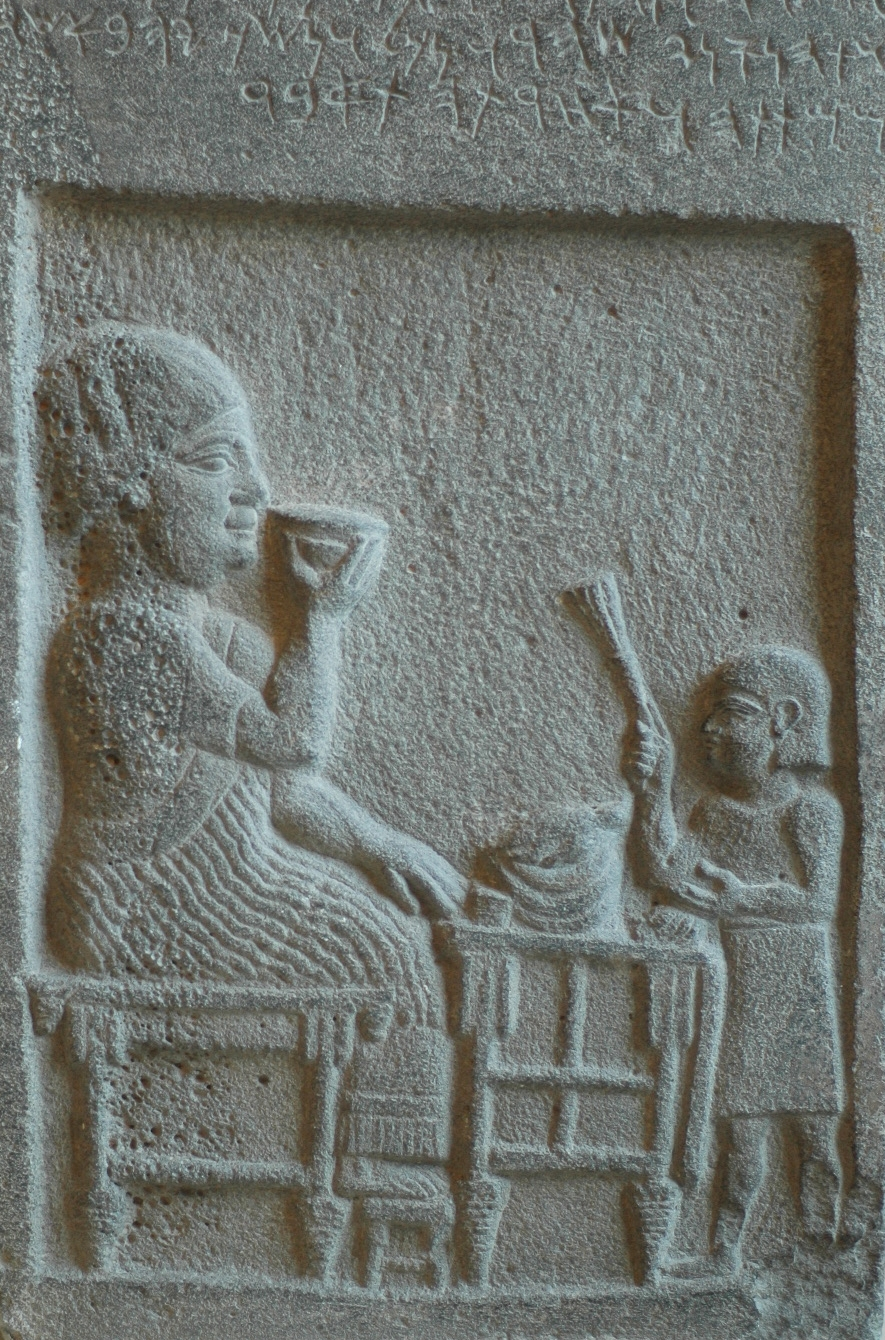
Funeral stele of Si` Gabbor, priest of the Moon God. Basalt, early 7th century BC, found in Neirab (Syria), bears an Aramaic inscription

För första gången uppkom en inskription av Tiglath-Pileser I (1115-1077 f.Kr.) som hänvisat till "ahlamûaraméer" (ahlame armaia) och kort därefter börjar termen ahlamû snabbt försvinna från assyriska annalerna, och blev istället ersatt med "araméer" (aramu, arimi).
"Ahlamûaraméerna" skulle betyda att araméerna var en viktig och under den tiden även en dominerande fraktion inom ahlamûstammarna.

### Medelarameisk tid
Araméernas folkvandring började på 1200-talet f.Kr. från den syriska öknen och pågick i cirka 300 år. Araméerna var ett till antalet stort folk som utbredde sig över hela den bördiga halvcirkelformade regionen. Under 1100-talet f.Kr började den arameiska folkgruppen att tränga in i Syrien och bosätta sig över hela området, och bilda viktiga städer, där Damaskus var i centrum.  Under tiden då den assyriske kungen Tighlatpilesar I härskade (1174–1076 f.Kr.) omnämns araméerna, för första gången, som en grupp.
Termen "aram" förekommer också i de arameiska kungadömenas namn. De forntida araméerna hade aldrig ett enat imperium utan var uppdelade i mindre oberoende kungadömen utspridda över ett område som omfattade nuvarande Syrien och österut in i Mesopotamien till Tigris samt angränsande delar av nuvarande södra Turkiet. Många av de arameiska kungadömena hade egna namn med tillägget Arám, såsom Aram-Damaskus, Aram-Soba och så vidare. Även tillägg med namnet Beth (eller Arameiska "Bit") är ett arameiskt namn.
I den assyriske kungen Asshur-bel-kalas krönikor (1073–1056 f.Kr.) nämns den geografiska termen mat-Arimi, "Arams land". I dessa och andra assyriska källor avser termen området öster om floden Eufrat, till floden Khabur, i östra Syrien. Detta visar att den bibliska termen för Aram-Naharaim, "De två flodernas Aram", är motsvarigheten till mat-Arimi.
I Bibeln nämns att Saul, David och Salomo (sent 1100 till 1000-talet) stred emot arameiska kungadömen längs den norra gränsen av Israel: Aram-Soba, Aram-Beth Rehob och Aram-Maacha runt om berget Hermon. Andra kungadömen de stred emot var Aram-Geschur och Aram-Damaskus. Längre norrut befann sig araméer i Hama i Orontes och blev senare väldigt starka och lyckades med bedriften att bryta det neo-hettitiska blocket. Massakern som sedan utfördes av hettiterna skadade araméerna som folkgrupp kraftigt. Dock lyckades araméerna återhämta sig och växte sig starka igen. 
Den assyriska härskaren Sargon II erövrade området under 700-talet f.Kr. varvid de araméiska smårikena upphörde och absorberades helt av Nyassyriska riket.

## Arameiska språket
Araméerna lämnade efter sig ett tal- och skriftspråk som benämns arameiska. Språket blev efter hand dåtidens lingua franca, det vill säga det språk som användes när olika stater skulle kommunicera med varandra. Under Tiglat-Pilesar III:s regeringstid (744–727 f.Kr.) blev arameiska huvudspråket i Nyassyriska riket och spreds sedan till stora delar av Mellanöstern. Efter den muslimska erövringen under 600-talet e.Kr. har arameiskan trängts tillbaka till förmån för arabiskan, men nyarameiska språk talas fortfarande i viss utsträckning i Mellanöstern och av emigranter boende i andra delar av världen.

## Nutida identifikation med de forntida araméerna
Idag använder en stor del syrianer också begreppet araméer som etnisk självidentifikation, vilket är en del av den assyrisk-syrianska namnkonflikten.